# 23436 Alekfursenko
23436 Alekfursenko este un asteroid din centura principală de asteroizi.

## Descriere
23436 Alekfursenko este un asteroid din centura principală de asteroizi. A fost descoperit pe 21 octombrie 1982 la Observatorul de Astrofizică din Crimeea de Liudmila Juravliova. Asteroidul prezintă o orbită caracterizată de o semiaxă mare de 3,16 ua, o excentricitate de 0,20 și o înclinație de 3,8° în raport cu ecliptica.